# YouTube Kids
YouTube Kids е видео приложение и уебсайт за деца, разработени от Ютюб, дъщерно дружество на Google. Приложението предоставя версия на услугата, ориентирана единствено към деца, с подбрано съдържание, функции за родителски контрол и филтриране на видеоклипове, считани за неподходящи за гледане от деца под 13-годишна възраст, в съответствие със Закона за защита на личните данни на децата в интернет, който забранява на обикновеното приложение YouTube да профилира деца под 13-годишна възраст за рекламни цели.
Излиза за първи път на 15 февруари 2015 г. като мобилно приложение за Android и iOS, оттогава приложението е пуснато за смарт телевизори на LG, Самсунг и Сони, както и за Android TV. На 27 май 2020 г. той става достъпен за Apple TV. Към септември 2019 г. приложението е налично в 69 държави. Ютюб стартира уеб базирана версия на YouTube Kids на 30 август 2019 г..